# Galle (anneau)
Pour les articles homonymes, voir Galle.
Galle est un anneau planétaire situé autour de Neptune. Il porte le nom de l'astronome Johann Gottfried Galle, premier observateur de Neptune.

## Caractéristiques
Galle orbite à 41 900 km du centre de Neptune (soit 1,692 fois le rayon de la planète) ; il s'agit de l'anneau le plus interne de la géante gazeuse. Il est très large (2 000 km), mais peu lumineux
Galle fut découvert à partir des photographies prises par la sonde Voyager 2 lors du survol du système neptunien en 1989. Sa désignation temporaire était 1989 N3R.